# Macromotettix qinlingensis
Macromotettix qinlingensis är en insektsart som beskrevs av Zheng, Z., X.-j. Wei och Min Li 2009. Macromotettix qinlingensis ingår i släktet Macromotettix och familjen torngräshoppor. Inga underarter finns listade i Catalogue of Life.